# Коттаб

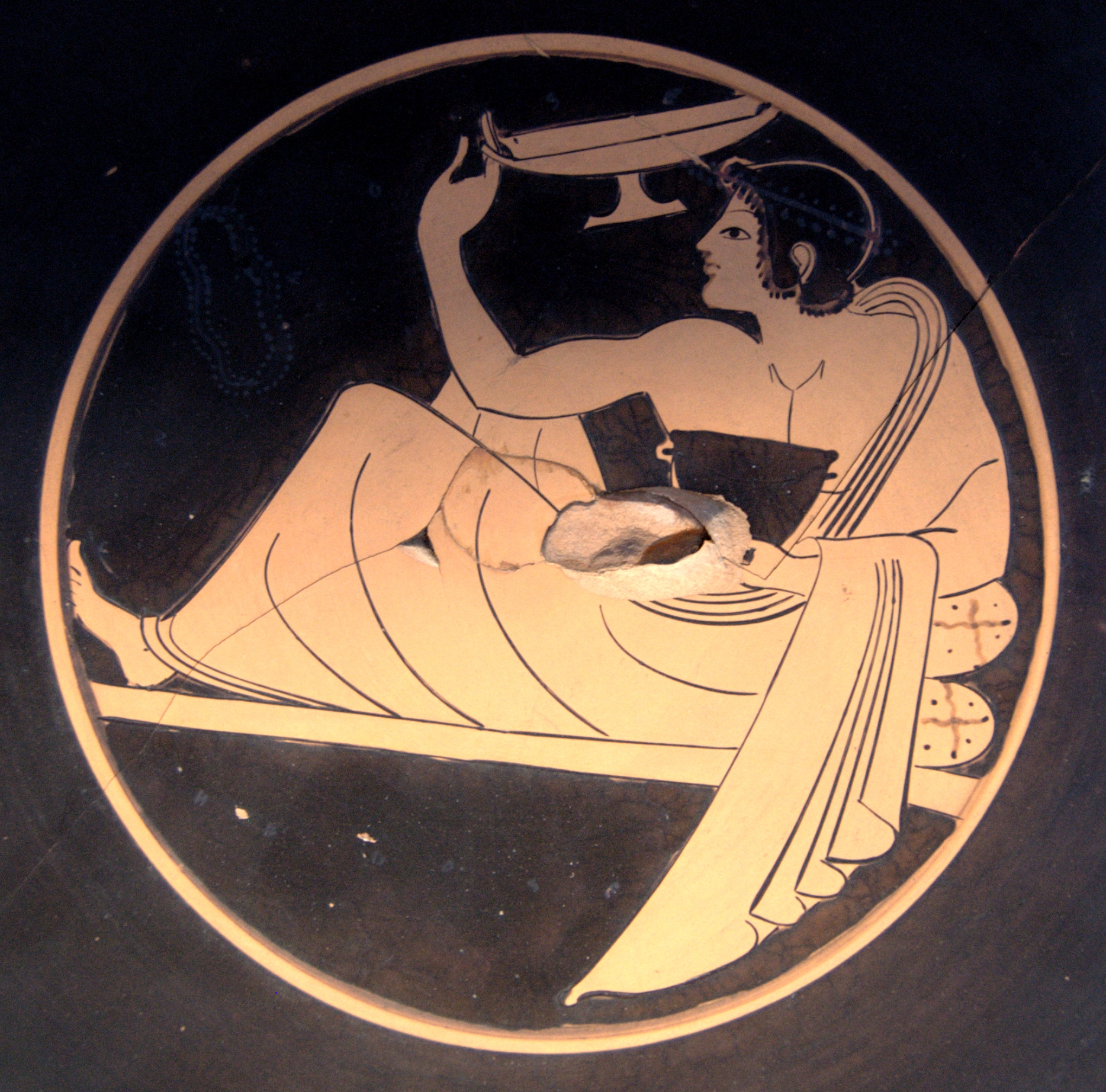
Зображення гравця в коттаб на аттичному червонофігурному кіліку. 510 до н. е., Лувр

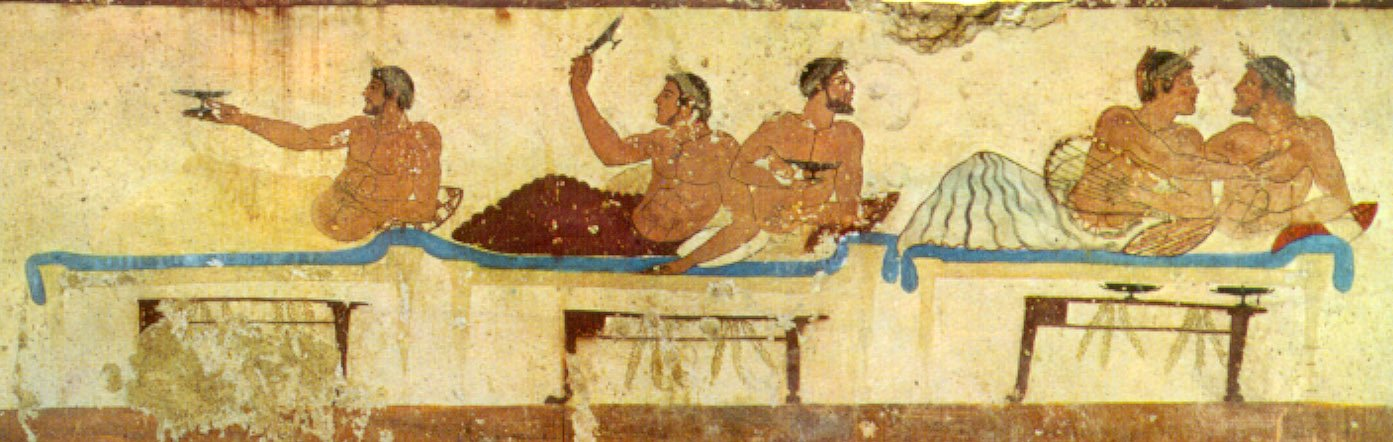
Сцена гри в коттаб на сімпосії

Ко́ттаб (дав.-гр. κότταβος) — популярна у Стародавній Греції в V–IV ст. до н. е. гра; змагання на міткість, якою розважалися давньогрецькі чоловіки на сімпосіях. Гра виникла у грецьких колоніях на Сицилії. Досить довгий час коттаб був невід'ємним атрибутом всіх більш-менш пристойних грецьких бенкетів — він був популярний у Афінах, Коринфі, Фівах та багатьох інших еллінських місцевостях
Гравці в коттаб намагалися лежачи або напівсидячи потрапити рештками вина із своїх келихів у ціль — металеву чашу, коттабій (дав.-гр. κοτταβεῖον). Вино повинно було летіти на найкрутішій траєкторії, не проливатися повз ціль і за влучання в коттабій видавати чіткий звук, який вказував на те, що вино долетіло до цілі. Взагалі, правила гри в коттаб дуже сильно варіювалися в залежності від учасників бенкету. Зокрема, могли впроваджуватися ставки та штрафи; іноді в коттаб грали під ритмічні звуки флейти; за ціль могло служити нагромадження речей, яке потрібно було похилити, чи навіть людина
Іноді вправляння у влучності могло ускладнюватися, коли на коттабієві встановлювалася маленька чоловіча фігурка (дав.-гр. μάνης). Краплі вина повинні були потрапити у голову фігурки та з шумом відрикошетити в чашу. Вважалося, що успіх в коттабі принесе успіх в коханні (Одночасно із метанням решток вина гравець задумував або промовляв ім'я коханої людини, а міткість влучання виплеснутого вина в намічену ціль разом зі звуком падіння показували, чи користується людина взаємністю у коханої).
Коттаб описаний у Есхіла, Софокла, Евріпіда, Арістофана, Антіфана та інших давньогрецьких письменників, які і самі з задоволенням розважалися цією грою. Зображення чоловіків, що грають у коттаб, часто зустрічаються на давньогрецьких вазах
Іноді коттаб вважають антиалкогольною грою, яка була покликана зменшити кількість споживання вина (за аналогією з тим, що вино у Греції розбавляли водою — нерозбавлене вино вважалося ознакою варварів).